# Schweizerische Gesellschaft für technische Kommunikation
Die Schweizerische Gesellschaft für Technische Kommunikation (Tecom Schweiz) ist ein Verein mit Sitz in Zürich
und ist der Berufsverband und Fachverband für Technische Redakteure (Schweiz: Technikredaktore), Terminologen, Fachübersetzer, Illustratoren und weitere Experten in der Technischen Kommunikation in der Schweiz. Der Verein wurde am 4. Februar 1987 gegründet und ist gemäss Satzung konfessionell neutral sowie gewerkschaftlich und parteipolitisch unabhängig.

## Aufgaben
Die Tecom Schweiz erfüllt ihre Aufgaben durch die Bereitstellung von Fachinformationen aus dem In- und Ausland sowie durch die Organisation von Weiterbildungsveranstaltungen. Gleichzeitig unterstützt und fördert sie den Erfahrungsaustausch über die Technische Kommunikation, insbesondere über die schweizerischen Besonderheiten. Die Tecom Schweiz stellt ihren Mitgliedern und dem Nachwuchs Informations- und Weiterbildungsmöglichkeiten zur Verfügung und trägt zur Weiterentwicklung des Berufsbildes des Technikredaktors und verwandter Berufe in der Technischen Kommunikation bei.
Unter der Aufsicht des Staatssekretariats für Bildung, Forschung und Innovation (SBFI) führt die Tecom Schweiz die Berufsprüfungen „Technikredaktor / Technikredaktorin mit eidg. Fachausweis“ und „Leiter / Leiterin Technische Dokumentation“ in der Schweiz durch und unterstützt die Ausbildungsinstitutionen. Eine aktive Öffentlichkeitsarbeit und die Organisation von Tagungen sind zentrale Elemente der umfangreichen Aktivitäte.
Die Tecom Schweiz intensiviert nicht nur ihre nationalen Netzwerke im Bereich der Technischen Kommunikation, sondern betont auch die Zusammenarbeit mit verwandten Verbänden auf nationaler Ebene. Darüber hinaus strebt Tecom Schweiz eine verstärkte Kooperation und Vernetzung auf internationaler Ebene an, sowohl durch aktive Mitarbeit in relevanten Gremien als auch durch die Organisation gemeinsamer Veranstaltungen zur Förderung des gegenseitigen Austauschs im Bereich der Technischen Kommunikation.

## Mitglieder
Im Verein Tecom Schweiz haben sich kompetente Fachleute und Unternehmen zusammengeschlossen, um ihr Fachwissen im Bereich Maschinen, Anlagen, Verfahren, Geräte und Software auszutauschen. Die Mitglieder dieses Netzwerkes engagieren sich aktiv in der Erstellung, Überarbeitung und Publikation verschiedenster technischer Dokumente und Medien. Dazu gehören unter anderem Inbetriebnahme- und Betriebsanleitungen, Serviceanleitungen, Ersatzteilkataloge, Online-Dokumentationen, Multimedia-Programme, Schulungsunterlagen, Instruktionsfilme, Intra- und Internet-Anwendungen, technische Presseinformationen, Fachartikel sowie Werbe- und PR-Materialien.
Das breite Spektrum der im Verband vertretenen Fachexperten umfasst nicht nur technische Autoren, sondern auch Terminologen, Fachübersetzer und Übersetzungsmanager, die eine entscheidende Rolle bei der Sicherstellung einer präzisen und international verständlichen Kommunikation spielen. Dieses vielfältige Spektrum an Mitgliedern gewährleistet, dass Tecom Schweiz eine umfassende Expertise im Bereich der Technischen Dokumentation und Kommunikation anbietet.

## Netzwerke

### SENTeCom
Das SENTeCom ist das Schweizer Netzwerk für Bildung in der Technischen Kommunikation, welches 2021 gegründet wurde. Berufsverbände, Bildungseinrichtungen und weitere Interessenvertreter, die sich mit Aus- und Weiterbildungen von Berufen in der Technischen Kommunikation befassen, schliessen sich zusammen.

### Tekom Europe
Seit 2020 ist die Tecom Schweiz neben der  und der Deutschen Gesellschaft für Technische Kommunikation e. V. (tekom) und der COM&TEC Italia das dritte körperschaftliche Mitglied der tekom Europe. Diese Mitgliedschaft eröffnet neue Möglichkeiten der Vernetzung auf europäischer Ebene und ermöglicht eine direkte Mitwirkung in internationalen Gremien. Die bisherigen Vorteile bleiben den Mitgliedern der Tecom Schweiz durch die weitere Zusammenarbeit mit der tcworld GmbH als neuem Vertragspartner erhalten. Zwei Delegierte vertreten die Tecom Schweiz in der Delegiertenversammlung der tekom Europe, bei der eine enge Zusammenarbeit in verschiedenen Arbeitsgruppen angestrebt wird.